# Carambola (film 1974)
Carambola è un film italiano del 1974 diretto da Ferdinando Baldi
Si tratta del primo film della coppia Paul L. Smith e Michael Coby (nata come imitazione della coppia Bud Spencer e Terence Hill) e ha un sequel intitolato Carambola, filotto... tutti in buca.

## Trama
Coby è un campione di biliardo; mentre sta giocando il capitano sudista Jones scambia una colt riposta nella cassetta del denaro della vincita e attende che la partita finisca prima di accusarlo di aver commesso un reato per poterlo arrestare per poi, durante il tragitto verso la prigione, proporgli di lavorare per lui indagando su un traffico d'armi tra Stati Uniti e Messico in cambio di un compenso di cinquantamila dollari.
Intanto Len, che da solo sta sfidando più di un gruppo di persone in una gara di tiro alla fune, si fa coinvolgere nella rissa provocata dagli sconfitti e viene anch'esso arrestato dal capitano Jones, che lo conduce in un luogo di lavori forzati dove ritrova l'amico Coby ma non si dimostra contento di vederlo; inoltre, dopo essere stato provocato da una guardia e averla stesa con un colpo di badile, si fa convincere dal compagno a fuggire rubando un carro trainato da cavalli.
In realtà il capitano Jones, Coby e la guardia stessa si erano messi d'accordo per coinvolgere anche il grosso Len nell'indagine senza che questi lo sappia e così una volta giunti in città, Coby incomincia le indagini recandosi dal sospettato Clydeson mentre il compagno cerca di bere del latte in un saloon per poi intraprendere una rissa che coinvolge tutti.

Dopo questa ed altre risse e dopo aver escogitato alcune trovate per smascherare Clydeson nonché aver scoperto l'esistenza di una nuova pistola precisissima e rivoluzionaria, Coby riesce a costringere il cattivo a confessare ed anche a liberare il professor Langer ricevendo così la ricompensa da Jones, che però si ritrova a dover dividere con Len poiché questi ha finalmente compreso di essere stato usato e ne vuole una parte.
Ma le numerose devastazioni commesse da entrambi nei vari luoghi dove si sono fatti coinvolgere in risse e scazzottate devono essere risarcite ed ai due, una volta pagati tutti i debiti rimangono in tasca solo pochi dollari.